# Gaujonia arbosioides
Gaujonia arbosioides är en fjärilsart som beskrevs av Paul Dognin 1894. Gaujonia arbosioides ingår i släktet Gaujonia och familjen Pantheidae. Inga underarter finns listade i Catalogue of Life.